# Мордовія

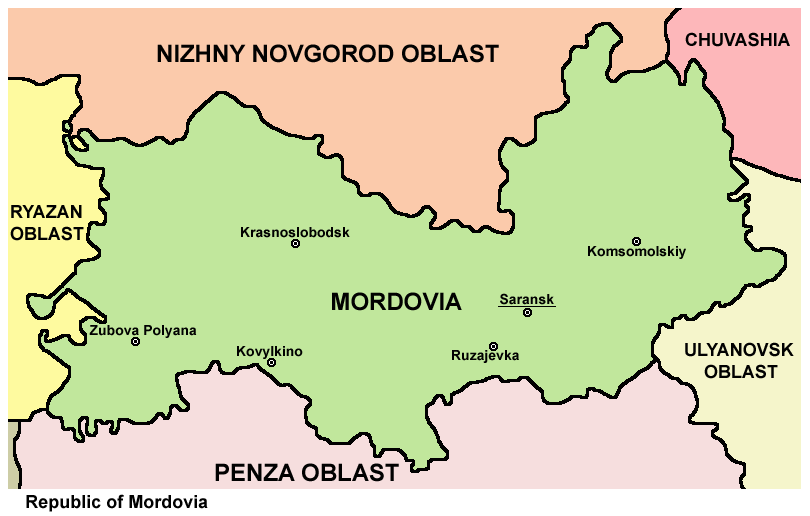

Респу́бліка Мордо́вія (рос. Респу́блика Мордо́вия; мокш. Мордовия Республиксь; ерз. Мордовия Республикась) — суб'єкт Російської Федерації, входить до складу Приволзького федерального округу.
Столиця — місто Саранськ.
Межує на півночі з Нижньогородською областю, на півдні — з Пензенською областю, на заході — з Рязанською областю, на сході — із Чуваською Республікою та Ульяновською областю.
Республіку утворено як автономну область 10 січня 1930 року, а 20 грудня 1934 року перетворено на Мордовську АРСР.

## Географія
Республіка Мордовія розташована в центрі європейської частини Російської Федерації в басейні річки Волга. Загальна протяжність із заходу на схід становить близько 280 км (від 42°12' до 46°43' східної довготи), а з півночі на південь — від 55 до 140 км (від 53°40' до 55°15' північної широти). Західна її частина розташована на Оксько-Донській рівнини, центральна і східна частини — на Приволзької височини. Найвища точка республіки — 324 м.
У Мордовії протікають 114 річок. Основні річки республіки: Мокша з притоками Ісса, Сівінь, Сатіс, Вад і Сура з притоками Алатир, Інсар, Рудня.
У Мордовії є приблизно 500 озер, найбільш значущі: Інерка, Татарка.
Мордовія розташована на стику лісо-степової і степової зон. Переважають листяні дерева: дуби, клени, липи і сосни. Серед диких тварин залишився вовк, борсук, бобер, кабан, кріт, заєць, серед птахів — тетерук, сіра куріпка, глухар. Серед риби — короп, карась, щука тощо.
Найпоширенішими є чорноземи і дерново-підзолисті ґрунти, що є достатньо родючими. Сама територія Мордовії небагата на корисні копалини: тут взагалі відсутні поклади паливних і рудних копалин. Проте є багато будівельних матеріалів; промислове значення мають такі ресурси: мергель, фосфорити, глини, торф, кварцовий пісок, мінеральні фарби та інші.

### Клімат
Сума активних температур Мордовії становить 22—24 °C. Тривалість днів з температурою вище нуля становить середньому 200—215 на рік; середня температура січня −11 °С, липня — +19 °С. Вегетаційний період — 130 днів. Рівень опадів в середньому за рік — 500 мм.

## Історія

### Етимологія назви народу
Корінне населення належить до фіно-угорської групи народів і фактично є близькоспорідненими, але самостійними народами: ерзяни та мокшани, збірно знані як «мордва».
Перша згадка про ерзянів та мокшанів під збірним іменем «мордва» — у творі готського історика Йордана (VI ст. н. е.); про країну «Мордія» було відомо візантійському імператору Костянтину Багрянородному (Х ст.). Етноніми ерзя (арісу), мокша (моксель) зустрічаються в хазарському посланні до хазарського кагана Йосива (Х ст.) — і в мандрівних записах подорожуючого монаха В. Рубрука (XIII ст.). Починаючи з Х ст., етнонім «мордва» в різних варіантах неодноразово згадуються в літописах, попри те, що слово «мордва» зовсім не етнонім, — однак активно насаджується офіційною владою.

### Передісторія Мордовії
Найдавнішими археологічними пам'ятками краю — з неолітичної доби. Фіно-угорські «мордови» згадуються вже з VI століття: у VII–VIII ст. ерзянські війська підкорили Мурому та Мещерію, домінували над спорідненими мокшанами, впливали на внутрішню політику Чувашії, постійно погрожували південним, а пізніше — східним, кордонам мерян. Саме на ерзянському кордоні зупинилася руська експансія XII століття; лише в XIII столітті Володимиро-Суздальські війська, укомплектовані переважно мерянами, протаранили ерзянські кордони, перепідбивши монархам муромські землі та столицю Ерзянь Мастор — Обран Ош (нині: Нижній Новгород).

### Інтервенція Золотоординської Держави
З наступом військ Золотої Орди у XIII ст. на Європу, Мордовія одна з перших боролася з армією Чингісхана, — і вневдовзі потрапила під владу золотоординських ханів. Позбавившися влади Золотої Орди у середині XIV століття, Мордовія з 1330-х перебуває у васальних взаєминах із Казанським ханством. Проте Внутрішня Ерзянія залишилася неприступною і для Орди, і Казані, і для Москви аж до 17 століття.

### Під владою Російської імперії
Спроби замінити номінальну залежність ерзянських (мордовських) князів від Булгарії на московську не приносили успіху аж до 18 століття. Три Вітчизняні війни: 1606—1612, 1670—1671 та 1743 року — послідовно відкидали московську колоніальну владу в межі своїх острогів, зокрема й Саранськ. Проте в другій половині 18 ст. Москва змогла провести масовану колонізацію ерзяно-мокшанських земель, що й спричинило масову еміграцію корінного населення за Волгу та в степи, контрольовані Ногайською ордою. Цей відплив фіно-угорського населення Мордовії фатально позначився на демографії країни та запрограмував етнічну деградацію ерзян та мокшан аж у XX ст.

### Під Радянською владою та сучасній період
Стабільний радянський режим встановлено в Мордовії після придушення селянського повстання Отамана Антонова. Державність Мордовії встановлена порівняно пізно: Мордовську автономну область з 10 січня 1930-го перетворено 20 грудня 1934-го на Мордовську АРСР, а вже з 1994-го вона — Республіка Мордовія.

## Населення
- Населення за даними перепису 2002 року становило 910 000 осіб.
  - Міське населення — 531 478 (59,8 %)
  - Сільське населення — 357 288 (40,2 %)
  - Чоловіки — 408 556 (46 %)
  - Жінки — 480 210 (54 %)
  - На 1000 чоловік припадає 1175 жінок
- Середній вік становить 38,7 років
  - У місті — 36,8 років
  - У селі — 41,3 роки
  - Для чоловіків — 35,9 років
  - Для жінок — 41,2 роки
- Демографічний приріст:
  - Народжуваність — 7394
  - Смертність — 14 823
- Етнічний склад:

|                   | Перепис 1939     | Перепис 1959     | Перепис 1970     | Перепис 1979     | Перепис 1989     | Перепис 2002     | Перепис 2010      |
| ----------------- | ---------------- | ---------------- | ---------------- | ---------------- | ---------------- | ---------------- | ----------------- |
| Ерзяни та мокшани | 405 031 (34,1 %) | 357 978 (35,8 %) | 364 689 (35,4 %) | 338 898 (34,2 %) | 313 420 (32,5 %) | 283 861 (31,9 %) | 333 112 (39,91 %) |
| Росіяни           | 719 117 (60,5 %) | 590 557 (59 %)   | 606 817 (58,9 %) | 591 212 (59,7 %) | 586 147 (60,8 %) | 540 717 (60,8 %) | 443 737 (53,16 %) |
| Татари            | 47 386 (4 %)     | 38 636 (3,9 %)   | 44 954 (4,4 %)   | 45 765 (4,6 %)   | 47 328 (4,9 %)   | 46 261 (5,2 %)   | 43 392 (5,2 %)    |
| Українці          | 7586 (0,6 %)     | 6554 (0,7 %)     | 6033 (0,6 %)     | 5622 (0,6 %)     | 6461 (0,7 %)     | 4801 (0,5 %)     | 3185 (0,8 %)      |
| Інші              | 8884 (0,7 %)     | 6468 (0,6 %)     | 7069 (0,7 %)     | 8012 (0,8 %)     | 10 148 (1,1 %)   | 13 126 (1,5 %)   |                   |

### Українці в Мордовії
Українці проживають разом з мордовським народом не лише у власне Мордовській республіці, але також і в Татарстані, Башкортостані, Середній Азії та Сибіру та інших регіонах і країнах.
Історія проживання українців на теренах Мордовії сягає глибокої давнини. Серед українців Мордовії багато культурних діячів. Так, зокрема серед майстрів мордовської вишивки зустрічаються такі типові українські імена, як 3. Гаврисенко, О. Панченко, М. Маслова та інші. Серед мордовської радянської поезії були вірші і збірки, присвячені українській тематиці, зокрема О. Мартинова «Канів», І. Девіїна — «Лист до українки», П. Гайні — збірка «Здрастуй, Україно», М. Кавкайніна — «Уклін тобі, Україно моя», І. Освмусіна — «Великий Кобзар» та інші. Т. Беззубова написала декілька оповідань, присвячених Україні, як «Не плач, рідна Україно», «Не тужи, красеню Київ-град».
На території Мордви спочивають тлінні останки численних українських політичних в'язнів, які погинули в мордовських концентраційних таборах.
Старожиле українське населення існує в селі Лопатівка. Діаспора XX ст. сконцентрована у містах, насамперед Саранську. Загальне число українців — 4801 (0,5 % від всього населення Республіки).

## Адміністративно-територіальний поділ
Станом на 2021 рік республіка поділяється на 22 муніципальних райони та 1 міський округ:
| № з/п | Район, міський округ        | Площа, км² | Населення, осіб (2002) | Населення, осіб (2010) | Населення, осіб (2021) | Центр            | Поселення | Населені пункти |
| ----- | --------------------------- | ---------- | ---------------------- | ---------------------- | ---------------------- | ---------------- | --------- | --------------- |
| 1     | Ардатовський район          | 1192,61    | 31565                  | 29446                  | 23503                  | Ардатов          | 16        | 57              |
| 2     | Атюр'євський район          | 825,54     | 12151                  | 10952                  | 7247                   | Атюр'єво         | 8         | 50              |
| 3     | Атяшевський район           | 1095,84    | 22889                  | 20161                  | 16092                  | Атяшево          | 7         | 58              |
| 4     | Великоберезниківський район | 957,31     | 15584                  | 14072                  | 11700                  | Великі Березники | 11        | 35              |
| 5     | Великоігнатовський район    | 834,24     | 9483                   | 8313                   | 6421                   | Велике Ігнатово  | 8         | 41              |
| 6     | Дубьонський район           | 896,38     | 16366                  | 13851                  | 10649                  | Дубьонки         | 12        | 29              |
| 7     | Єльниківський район         | 1056,05    | 13359                  | 11995                  | 9043                   | Єльники          | 10        | 67              |
| 8     | Зубово-Полянський район     | 2710,93    | 65735                  | 59256                  | 52983                  | Зубова Поляна    | 22        | 94              |
| 9     | Інсарський район            | 968,70     | 15909                  | 14098                  | 11211                  | Інсар            | 5         | 34              |
| 10    | Ічалківський район          | 1265,79    | 22835                  | 20582                  | 17334                  | Кемля            | 10        | 62              |
| 11    | Кадошкінський район         | 612,64     | 9484                   | 7970                   | 6247                   | Кадошкіно        | 6         | 21              |
| 12    | Ковилкінський район         | 2026,56    | 47414                  | 43870                  | 36040                  | Ковилкіно        | 21        | 109             |
| 13    | Кочкуровський район         | 816,46     | 11829                  | 10794                  | 9500                   | Кочкурово        | 8         | 39              |
| 14    | Краснослободський район     | 1379,29    | 28703                  | 26406                  | 21982                  | Краснослободськ  | 15        | 74              |
| 15    | Лямбірський район           | 880,06     | 33872                  | 34142                  | 33299                  | Лямбір           | 14        | 70              |
| 16    | Ромодановський район        | 777,54     | 21986                  | 20702                  | 18699                  | Ромоданово       | 6         | 43              |
| 17    | Рузаєвський район           | 1118,25    | 68881                  | 66382                  | 60633                  | Рузаєвка         | 13        | 49              |
| 18    | Старошайговський район      | 1420,42    | 15870                  | 14071                  | 10968                  | Старе Шайгово    | 11        | 57              |
| 19    | Темниковський район         | 1936,80    | 21172                  | 17261                  | 12553                  | Темников         | 7         | 97              |
| 20    | Теньгушевський район        | 845,94     | 14286                  | 12340                  | 9566                   | Теньгушево       | 8         | 40              |
| 21    | Торбеєвський район          | 1124,94    | 23285                  | 21479                  | 18168                  | Торбеєво         | 12        | 54              |
| 22    | Чамзінський район           | 1009,48    | 33871                  | 31639                  | 29059                  | Чамзінка         | 10        | 53              |
| 1     | Саранський міський округ    | 396,53     | 332237                 | 324973                 | 346158                 | Саранськ         | -         | 18              |

## Найбільші населені пункти
Населені пункти з населенням понад 10 тисяч осіб:
| № | Населений пункт | Населення, осіб (2002) | Населення, осіб (2010) | Населення, осіб (2021) |
| - | --------------- | ---------------------- | ---------------------- | ---------------------- |
| 1 | Саранськ        | 304866                 | 297415                 | 317432                 |
| 2 | Рузаєвка        | 49790                  | 47523                  | 43685                  |
| 3 | Ковилкіно       | 21873                  | 21307                  | 18585                  |
| 4 | Комсомольський  | 14230                  | 13513                  | 12300                  |

## Економіка

### Корисні копалини
- Алексєєвське родовище цементної сировини — вживаного на заводах ВАТ «Мордовцемент» в Чамзінському районі
- Родовище фосфорітов, горючих сланців і незначне залізняку

### Промисловість
- Підприємства об'єднання АТ «Лісма»
- ВАТ завод «Саранська Резінотехника»
- Рузаєвській завод хімічного машинобудування
- Саранський завод автосамоскидів групи ГАЗ
- Саранський Тепловозоремонтний завод
- Староалексєєвський і Алексєєвський цементні заводи
- ВАТ завод «Саранськкабель»

### Енергетика
- Саранська ТЕЦ-2 340 Мвт (йде будівництво 4 черги 110 Мвт)
- Алексєєвська ТЕЦ-3 9 Мвт
- Існує проект — Мордовська ГРЕС 2040 Мвт
- Покинуте будівництво майданчика Мордовської АЕС

### Транспорт
- «Історичний» напрям Транссиба, крупне депо ст. Рузаєвка, депо Саранськ, Красний Узел
- Двоколійна електрифікована постійним струмом дорога Красний Узел — Саранськ — Рузаєвка — Пенза
- Однопутні гілки тепловозів Красний Вузол — Канаш і Красний Узел — Арзамас
- Аеропорт Саранськ
- Незначна ділянка федеральної автомобільної дороги M5 «Урал»
- Автошляхи на Пензу і Нижній Новгород
- Нафтопродуктопровод Пенза — Саранськ
- Мережа магістральних газопроводів зокрема найбільший Уренгой — Помари — Ужгород, компресорні станції в с. Барашево, c. Явас, c. Тарбєєвка
- Ділянки далекомагістральної ЛЕП Москва — Жигульовська ГЕС і магістральної Пенза — Арзамас

## Влада
Основний закон країни — Конституція Республіки Мордовія.
Конституція Республіки Мордовія прийнята 21 вересня 1995 р. (зі змінами від 28 лютого, 27 листопада 1997 р., 7 жовтня, 17 грудня 1998 р., 9 листопада 2000 р., 5, 10 січня, 28 травня, 12 листопада 2001 р., липня 2003 р., 28 січня 2004 р., 30 березня, 23 грудня 2005 р., 20 квітня, 26 червня 2006 р.).
У 1991 році в Мордовії встановлено пост президента, подібно деяким іншим колишнім автономним республікам РРФСР на хвилі суверенізації.
На всенародних виборах в тому ж році президентом був обраний фізик за освітою, старший науковий співробітник Інституту силової електроніки Василь Гуслянников, що очолював на той момент республіканське відділення політичного руху «Демократична Росія».
У 1993 році Верховна Рада Мордовії ліквідовувала пост президента, на підставі чого Гуслянников був зміщений з цього поста. Гуслянников оскаржив дії найвищого законодавчого органу республіки в Конституційному Суді Росії, проте Конституційний Суд визнав їх відповідними Конституції Росії. Проте, через два роки був установлений аналогічний президентському пост глави республіки, на який у вересні 1995 року був вибраний Микола Меркушкин, що займав з січня 1995 року пост голови Державних зборів Мордовії.
M. Меркушкин одержав перемогу на виборах голови республіки також в 1998 і 2003 роках. Не зважаючи на те, що третій термін Меркушкина закінчувався в 2008 році, він завчасно поставив перед президентом Росії питання про довіру, яке було вирішене на користь глави Мордовії.

## Культура

#### Мордовська література
Література ерзян та мокшан формувалася на зламі XIX—XX століття — і в основному російськомовна; частина представників перейшли на національну мову після 1918, творили в межах ерзянської та мокшанської літератур, як наприклад, З. Дорофєєв.
Є і література також самих росіян, що живуть в Мордовії. Серед її представників: С. Анікін, 3. Дорофєєв, М. Гєрасімов, Д. Морской, А. Дорогойченко, Р. Завалішин, К. Смородін тощо.

#### Ерзянська література
Література ерзян — найбільшого фіно-угорського народу центральної Євразії — бере початок з епічних творів циклу «Сіяжар» та «Масторава». На основі кирилиці перші письмові твори з'являються у XVIII столітті, проте наприкінці XX століття зафіксовано спроби запровадити латиницю та намагання відродити основу древнього ієроглифічного письма ерзян. Серед класиків — В. Радаєв, Н. Абрамов, А. Йондол, Н. Еркай, Т. Раптанов, А. Лук'янов, П. Кіріллов, І. Мориця, А. Доронін, М. Кемаль.
Серед молоді, робітників та селян була дуже популярна газета «Ленінень киява».Загальний тираж газет складав — 2500 примірників. Незважаючи на труднощі, молодіжна газета завжди отримувала велику підтримку від молоді в Мордовії, та в 1941 році газета перестала виходити в світ.

#### Мокшанська література
Література мокшан — найпівденнішого фіно-угорського народу Євразії — багата усною народною творчістю, особливо циклом ритуальних плачів. У XX ст. вона — на основі кириличного письма. Серед класиків: З. Дорофєєв, Я. Пінясов, А. Мокшоні, Р. Орлова, А. Пудін, В. Мішаніна.

### Релігія
Традиційна релігія корінних мокшан, населяючих республіку Мордовію — Мокшень кой. Сьогодні більшість населення сповідує православне християнство. На початку 1990-х рр. РПЦ в межах республіки створила Мордовську єпархію, яку очолює архієпископ Варсонофій (Судаков). Безпосередньо з ерзянським світом пов'язаний Патріарх Московський і всієї Русі Кирилл (Гундяєв) (родичі в Нижньому Новгороді та Ічалківському районі Мордовії).
У Саранську створено кілька парафій Лютеранської церкви, де богослужіння повністю переведено на ерзянську та мокшанську мову. У районах із компактним проживанням татар-мішарів поширено мусульманство. Створено окреме духовне управління мусульман Мордовії. Після падіння СРСР робляться спроби відновити традиційний релігійний обряд ерзянського народу. Зокрема, відновлено проведення квазі-релігійного свята Раскень Озкс у селі Чукали (Товариство порятунку ерзянської мови імені Рябова). Ідеї «етнічної релігії» популярні в ерзянській діаспорі, зокрема у Татарстані.